# 'Aïn el Hadjar
'Aïn el Hadjar är en ort i Algeriet.   Den ligger i provinsen Saida, i den norra delen av landet, 300 km sydväst om huvudstaden Alger. 'Aïn el Hadjar ligger 1 024 meter över havet och antalet invånare är 12 996.
Terrängen runt 'Aïn el Hadjar är platt åt sydost, men åt nordväst är den kuperad.  Runt 'Aïn el Hadjar är det ganska glesbefolkat, med 40 invånare per kvadratkilometer. Närmaste större samhälle är Saïda, 8,0 km norr om 'Aïn el Hadjar. Trakten runt 'Aïn el Hadjar består till största delen av jordbruksmark.